# Enteritis
Enteritis je infekcija, koju uzrokuju bakterije iz roda Campylobacter. 
Enteritis koji nalikuje na salmonelozu ili šigelozu, pogađa sve dobne skupine, no izgleda da je najveća incidencija između 1. i 5. godine života. Proljev je vodenast, a ponekad i krvav. U obojenim razmazima stolice vide se leukociti. Vrućica (temperatura) je od 38 do 40 ˚C [100 do 104 ˚F]), koja ima recidivirajući ili intermitentni tijek, jednina je konstanta sistemska infekcija Campylobacterom, iako su česti i bolovi u trbuhu i hepatosplenomegalija. Infekcija se može prezentirati i kao subakutni bakterijski endokarditis, septički artritis, meningitis ili vrućica nepoznatog uzroka. 
Za dijagnozu, a napose za razlikovanje infekcije Campylobacterom od ulceroznog kolitisa, potrebna je mikrobiološka evaluacija. Campylobacter se može izolirati iz krvi i iz različitih tjelesnih tekućina upotrebom standardnih hranilišta, no izolacija iz stolice zahtijeva upotrebu selektivne podloge po Skirrowu, koja se sastoji od 7%-tnog agara od lizirane konjske krvi uz dodatak vankomicina, polimiksina B i trimetoprima.

## Liječenje
Ciprofloksacin 500 mg PO, 3 puta na dan kroz 5 dana ili azitromicin 500 mg/dan PO, kroz 3 dana, eradiciraju mikroorganizme u većini slučajeva. Eritromicin 1 do 2 gr/dan PO, podijeljeno u 4 doze, također je djelotvoran u liječenju proljeva uzrokovanog Campylobacterom. Kod bolesnika s ekstraintestinalnim infekcijama, liječenje treba biti produljeno (2 do 4 tjedna), kako bi se spriječili recidivi bolesti. 
|  | Molimo pročitajte upozorenje o korištenju medicinskih informacija. Ne provodite liječenje bez savjetovanja s liječnikom! |